# Личне ствари
Личне ствари је југословенски филм Александра Мандића, снимљен 1979. године.

## Радња
Прича прати Мају Сабљић и њених пет месеци студентског живота у Београду. Она жели да постане глумица, а радња филма смештена је од њене матуре у мају до средине септембра, када покушава да се упише на Факултет драмских уметности у Београду. Цео филм је представљен у документарном стилу, укључујући и стварне особе београдске филмске сцене касних седамдесетих година 20. века.

## Улоге
| Глумац            | Улога                                            |
| ----------------- | ------------------------------------------------ |
| Маја Сабљић       | Саму себе                                        |
| Зоран Цвијановић  | Самог себе                                       |
| Бранивој Ђорђевић | као Др. Бранивој Ђорђевић, професор на академији |
| Предраг Милетић   | Самог себе                                       |
| Соња Савић        | Саму себе                                        |
| Душко Стевановић  |                                                  |
| Оливера Јежина    | Саму себе                                        |

## Музика
Група Бијело дугме је издао сингл плочу са песмама Пристао сам бићу све што хоће и Шта је ту је. Песма Пристао сам бићу све што хоће у другој верзији се нашла на албуму Доживјети стоту годину дана касније.